# Лидская епархия
Ли́дская епа́рхия — епархия Белорусского экзархата Русской православной церкви в административных границах Ивьевского, Лидского, Островецкого, Ошмянского и Сморгонского районов Гродненской области Беларуси.

## История
Синод Белорусского экзархата в заседании от 19 ноября 2014 года (журнал № 66) постановил просить Святейшего Патриарха и Священный Синод образовать Лидскую епархию в пределах Гродненской области и выдвинул кандидата на предлагаемую новую кафедру.
25 декабря 2014 года решением Священного Синода Русской православной церкви, путём выделения из состава Новогрудской епархии, была образована отдельная Лидская епархия. Границы Лидской епархии были определены в пределах Ивьевского, Лидского, Островецкого, Ошмянского и Сморгонского районов Гродненской области.

## Епископы
Лидская епархия
- Порфирий (Преднюк) (с 5 апреля 2015).

## Благочиннические округа
По состоянию на октябрь 2022 года:
- Ивьевский
- Лидский
- Островецкий
- Ошмянский
- Сморгонский